# Крейсера проекта 68-бис
Крейсера проекта 68-бис (по классификации НАТО — «Свердлов») — серия советских лёгких крейсеров, построенных после Великой Отечественной войны, последняя серия артиллерийских крейсеров в СССР. Могли нести дежурство и вести боевые действия как вблизи побережья, так и в открытом море. 
Серийная постройка лёгких крейсеров данного типа производилась в соответствии с первой послевоенной программой военного судостроения СССР, принятой в 1950 году. К середине 1950-х годов к постройке по проекту 68-бис, было запланировано 25 единиц. Заложено — 21 единица, фактически достроены в различных модификациях — 14 единиц, для Черноморского, Балтийского, Северного и Тихоокеанского флотов СССР. 
Крейсера проекта 68-бис были одной из крупнейших крейсерских серий в мире. С 1956 года, после списания линкоров типа «Севастополь», крейсера этого типа вплоть до середины 1960-х годов являлись основными кораблями в ядре надводных сил ВМФ СССР.

## История проектирования
В первые послевоенные годы СССР не ставил задачи создания океанского флота. В этот период флот СССР сохранял статус флота прибрежного действия и предназначался, в основном, для решения оборонительных задач. В соответствии с этой военно-морской доктриной велась разработка проекта крейсера типа «Свердлов». Эти корабли по своим размерам стали самыми крупными крейсерами в истории ВМС СССР и самыми многочисленными в своём подклассе.
В январе 1947 года было выдано тактико-техническое задание (ТТЗ) на разработку проекта. Разработку технического проекта под шифром «68-бис» вело ЦКБ-17 под руководством главного конструктора А. С. Савичева (экономя время, от разработки эскизного проекта отказались), который был утверждён через пять месяцев. В 1949 году, по требованию руководства ВМФ, рабочий проект был переработан с учётом установки новых радиолокационных станций и средств связи системы «Победа».
Разработка проекта КРЛ под шифром «68-бис» — итог почти 15-ти летнего периода работы ЦКБ-17 по созданию советских КРЛ под руководством А. С. Савичева, (главный наблюдающий от ВМФ капитан 1-го ранга Д. И. Кущёв) производилась одновременно с достройкой крейсеров предвоенной закладки. В качестве корабля-прототипа был выбран лёгкий крейсер  проекта 68-К типа «Чапаев». Однако, в отличие от КРЛ типа «Чапаев», достроенных по переработанному — первому послевоенному проекту, новый проект КРЛ был разработан с учётом реализации послевоенных технологических достижений в советском кораблестроении. В этот период в СССР были продолжены научные и практические работы по созданию боевых кораблей новых поколений, в которых уже на этапе проектирования можно было максимально учесть как опыт войны, так и все новейшие послевоенные научно-производственные разработки. Впервые в практике советского крейсеростроения, в этом проекте был осуществлён цельносварной корпус из низколегированной стали (вместо клёпаного), что обеспечило повышение технологичности постройки и снижение экономических затрат.
В проекте 68-бис, впервые в советском кораблестроении, в условиях Балтийского судостроительного завода, была освоена сварка толстых и крупногабаритных бронелистов (автор проекта А. П. Горячев) и реализована новая технология секционной сборки цельносварного корпуса из объемных секций массой 100÷150 тонн — методом сварки. При этом броневые плиты были полностью включены в силовую схему корпуса и в систему несущих корабельных конструкций. Это стало возможным благодаря созданию новой низколегированной свариваемой стали, марки СХЛ-4 (предел текучести 40 кгс/мм²) Электросварка корабельного корпуса, включая толстые, крупногабаритные бронеплиты — сложный технологический процесс, осуществлённый в значительной мере благодаря изучению в 1945—1948 гг. опыта и технологий применяемых на германских верфях, в сочетании с советским опытом применения сварки в танкостроении. Новый технологический процесс секционной сборки цельносварного корпуса, по сравнению с клёпаным, позволил сократить сроки постройки каждого корабля в среднем почти вдвое (до двух с половиной лет).
Корабль проекта «68-бис», в сравнении с проектом «68-к», отличался увеличенными массо-габаритными характеристиками, цельносварным корпусом, удлинённым полубаком, улучшенными условиями обитаемости, несколько увеличенной мощностью паротурбинных двигателей на полном ходу, количественно более мощной артиллерией вспомогательного и зенитного калибров, наличием специальных артиллерийских радиолокационных станций в дополнение к оптическим средствам наведения орудий на цель, более современными навигационным и радиотехническим вооружением и средствами связи, увеличенной автономностью (до 30 суток) и дальностью плавания (до 9000 миль). Проект 68-бис явился «базовым проектом» для последующих модификаций: пр. 70-э, кораблей управления: пр. 68-у-1 и 68-у-2.

## Техническое описание

### Тактико-технические характеристики (ТТХ)
Размеры:

Наибольшая длина — 209,98 (210) метров
Главные размерения по КВЛ, при нормальном водоизмещении, м: 205×21,2×6,9(средняя осадка)
Наибольшая ширина — 22 (22,8) метра
Осадка габ. — 7,3 метра
Среднее углубление — 7,5 метра
Водоизмещение:

стандартное — 13230 (13600)тонн
нормальное — 15120 (15450) тонн
полное — 16340 (16640; 19200) тонн
Главная энергетическая установка:

два турбозубчатых агрегата (ТЗА), суммарной мощностью 118 100 л. с., два гребных винта
Скорость и запас хода:

Полная — 33 (34)узла (более 60 км/ч)
Оперативно-экономическая — 18 узлов (более 33 км/ч)
Запас хода — 9000 миль (на оптимальных экономических ходах);
Дальность плавания, миль (при скорости, узлов) — 9000 (16), 8700 (18), 5000 (20).
Автономность — 30 суток (расчётная)
Вооружение:

12×152-мм ГК; 12×100-мм УО; 32×37-мм ЗО; 2×5тр. ТА; 250 мин.
Экипаж:

1270 человек (в том числе 71 офицер)

### Конструкция
Впервые в практике советского крейсеростроения реализован цельносварной корпус из низколегированной стали (вместо клёпаного). В общей и местной прочности корабля значительную роль играет смешанная система набора корпуса — преимущественно продольная — в средней части, и поперечная — в его носовой и кормовой оконечностях, а также включение «броневой цитадели» в силовую схему корпуса.
Конструктивная подводная защита от воздействия торпедного и минного оружия противника включала в себя двойное дно корпуса (протяжённость до 154 м), систему бортовых отсеков (для хранения жидких грузов) и продольных переборок, а также 23 главных водонепроницаемых автономных отсека корпуса, сформированных поперечными герметичными переборками. Непотопляемость корабля обеспечивалась при затоплении трех любых смежных отсеков. 
Расположение служебных и жилых помещений практически идентично крейсеру типа «Чапаев»..

### Система бронирования
Для защиты важных частей корабля от артиллерии противника, использована в основном гомогенная броня. Системе бронирования конструктивно образована из палубного (броневая — нижняя палуба), бортового и траверзного бронирования. Применено традиционное общее и местное бронирование: противоснарядное — цитадель, башни главного калибра, боевая рубка; противоосколочное и противопульное — боевые посты верхней палубы и надстройки.
Противоснарядная защита жизненно важных частей корабля обеспечивалась общим и местным бронированием, с использованием в основном гомогенной брони. Система общего бронирования включала: цитадель, башни главного калибра, боевую рубку. Броневая цитадель конструктивно сформирована из палубного (броневая нижняя палуба, толщиной — 50-мм), бортовых поясов — 100-мм, носового траверза — 120-мм и кормового траверза — 100 мм, составляла основную массу системы бронирования. Местную противоосколочную и противопульную бронезащиту имели боевые посты верхней палубы и надстройки.
Бортовой броневой пояс включён (интегрирован) в силовую схему корпуса, простираясь вдоль него, от образующей барбета носовой башни главного калибра до образующей барбета кормовой башни главного калибра, возвышаясь над ватерлинией на 0,5 м, имеет толщину: от 32-го до 170-го шпангоута — 100 мм, в оконечностях — 20 мм.
От среза передней башни главного калибра до среза задней башни главного калибра, корпус корабля имеет бронированный пояс, возвышающийся над ватерлинией на 0,5 м, толщиной броневого пояса, от 32-го до 170-го шпангоута — 100 мм, в оконечностях — 20 мм. Броневой пояс интегрирован (включён) в силовую структуру корпуса крейсера, что вкупе с 16 герметичными отсеками обеспечивали его весьма высокую противоторпедную живучесть. Эффективность системы бронирования была подтверждена испытательным артиллерийско-торпедным обстрелом натурного отсека, включающего боевую рубку.
Вес корпуса (с бронезащитой), относительно стандартного водоизмещения составил — 65 % (около 8600 тонн), а вес бронезащиты корпуса — 22 % (около 2910 т).
Толщины бронелистов в системе общего бронирования (цитадель):
- Бортовой пояс — 100 мм(в районе шп.32÷170); 20-мм (в оконечностях)
- Носовой траверз — 120 мм
- Кормовой траверз — 100 мм
- Барбеты артиллерийских башен главного калибра — 130 мм
- Борта отсеков рулевого и румпельного отделений — 100 мм, (сверху — 50-мм).
- Настил нижней палубы — 50 мм; в оконечностях — 20-мм
- Боевая рубка: стенки — 130 мм, палуба — 30 мм, крыша — 100 мм.
- Цилиндрический бронекожух защиты кабельных коммуникаций — 50 мм
- Колосники и решетки шахт машинно-котельных вентиляторов — 125 мм.

Толщины бронелистов в системе местного (противопульно-осколочного) бронирования:
- запасной командный пункт (ходовая рубка) — 10 мм
- Боевые посты внутри башенноподобной фок-мачты (ниже боевой рубки) — 10 мм
- командно-дальномерные посты (КДП) — 13 мм
- кожухи дальномеров — 10 мм
- стабилизированный пост наводки (СПН-500) (включая его барбеты) — 10 мм.
- Бронеканалы — 10 мм.

### Главная энергетическая установка
Главная корабельная энергетическая установка (ГЭУ) крейсеров пр. 68-бис, в целом, аналогична ГЭУ крейсеров типа «Чапаев» (пр. 68-к). Состоит из двух автономных эшелонов, размещённых в восьми отсеках. Проектный вес ГЭУ составил — 1911 тонн. Включает: шесть главных вертикальных, водотрубных паровых котлов треугольного типа КВ-68, с естественной циркуляцией (по одному в котельном отделении), оборудованы системой принудительного вентиляторного наддува воздуха в котельные отделения, паропроизводительность каждого, на полном ходу (с учётом 15-процентной перегрузки) — 115 000 кг/ч, рабочее давление пара — 25 кгс/см², температура перегретого пара — 370°±20°С, испаряющая поверхность нагрева — 1107 м², удельный вес — 17,4 кг/л. с.; Два главных турбозубчатых агрегата (ТЗА) — типа ТВ-7, номинальная мощность каждого — 55 000 л. с., суммарная максимальная проектная мощность полного переднего хода — 118100÷128000 л. с., заднего хода — 25270 л. с. (25200÷27000 л. с.), каждый ТЗА вращает один валопровод, длина валопровода по правому борту — 84,9 метра, по левому (из кормового машинного отделения) — 43,7 метра, гребные валы диаметром — 0,5 м, вращали два латунных винта диаметром — 4,58 метра и массой 16,4 тонн каждый, с частотой вращения — 315 об/мин; Вспомогательные механизмы, устройства, трубопроводы, системы и арматуру.
Главные котлы типа КВ-68 постройки судостроительных заводов, уже не соответствовали уровню развития котельной техники 1950-х годов (имели сравнительно большой удельный вес и низкие параметры пара)… Крейсера проекта 68-бис явились последними кораблями оборудованными котлами типа КВ-68, на советские корабли нового поколения эти котлы не устанавливались.
Главные ТЗА типа ТВ-7, производства Харьковского турбогенераторного завода (ХТГЗ), в целях повышения надёжности, оборудованы регулируемыми направляющими лопатками (направляющим аппаратом) на входе активной ступени, что обеспечило снижение уровня усталостных напряжений в рабочих лопатках с активными профилями.
Два вспомогательных котла типа КВС-68-бис паропроизводительностью по 10,5 т/ч, обеспечивали отопление и бытовые нужды экипажа на стоянке. Выработку электроэнергии обеспечивали пять турбогенераторов типа ТД-6 и четыре дизель-генератора типа ДГ-300 все мощностью по 300 кВт каждый.
Проектный вес ГЭУ составил — 1911 тонн.
Состав главной, котлотурбинной энергетической установки (ГЭУ):
- шесть главных паровых котлов типа КВ-68;
- два вспомогательных котла типа КВС-68-бис;
- два главных турбозубчатых агрегата, типа ТВ-7, общая мощность — 118 100 л.с. (86 800 кВт).;
- пять турбогенераторов типа ТД-6;
- четыре дизель-генератора типа ДГ-300;

### Вооружение по проекту
- Артиллерийское:
  - 12 (4×3) × 152-мм (орудия Б-38 в башенных установках МК-5бис)
  - 12 (6×2) × 100-мм (СМ 5 — 1- бис)
  - 32 (16×2) × 37-мм (МЗА В-11М)
- Торпедное
  - 2 × 5 — 533-мм (ПТА-53-68).
- Мины (может нести мины вперегруз на верхней палубе)
  - 132 (обр. 1908 г.) / 76 (обр.1926 г.) / 68 (КБ «Краб»)

### Радиотехническое вооружение
- БИУС — «Звено»
- РЛС общего обнаружения:
  - «Гюйс-2» или
  - МР-500 «Кливер» (Big Net) или
  - «Киль»
- РЛС обнаружения НЦ — «Риф»
- ГАС — «Тамир-5Н»
- РЛС управления огнём:
  - 2 × «Залп» для АУ ГК
  - 2 радиодальномера Штаг-Б
  - 2 × «Якорь-М» (в составе СПН-500) для универсальных АУ
  - «Заря» для ТА

командно-дальномерные посты:
- - 2 × КДП2-8-III для артиллерии ГК
  - 2 × СПН-500 для универсальных АУ

теплопеленгаторная станция — «Солнце-1»
РЛС госопознавания — «Факел-МО / МЗ»

## История службы
К середине 50-х годов из запланированных 25 единиц проекта 68-бис «Свердлов» флот пополнили лишь 14 крейсеров данного проекта, ставшие после списания линкоров типа «Севастополь» основными кораблями в ядре надводных сил ВМФ. Они имели высокую надёжность и пожаровзрывобезопасность: практически все отслужили в строю от 30 до 40 лет (рекордсменом стал «Михаил Кутузов», отслуживший 48 лет) и за всё это время ни один из них не имел серьёзных аварий на борту, за исключением того, что 13 июня 1978 года КР «Адмирал Сенявин» проводил учебные стрельбы. В башне вспыхнул пожар. Погибло 37 человек. К настоящему моменту 13 крейсеров проекта отправлены на слом (включая переданный Индонезии в 1961 году «Орджоникидзе»), а 14-й (тот же «Михаил Кутузов») превращён в корабль-музей.
Один из крейсеров этого типа, был продан Турции на металл, но фактически, после исследования особенностей обводов и конструкции корпуса, был испытан ВМС США в качестве корабля-мишени в ходе учений. В результате торпедного обстрела корабль, благодаря бронированному корпусу, остался на плаву. От среза передней башни главного калибра до среза задней башни главного калибра корпус корабля имел бронированный пояс от 0,5 м выше ватерлинии до киля толщиной 100 мм, броневой пояс интегрирован (включён) в силовую структуру корпуса крейсера, что вкупе с 16 герметичными отсеками обеспечивали его весьма высокую противоторпедную живучесть.

## Корабли

### Модификации
- 68-бис — базовый проект с артиллерийским вооружением (1952)
- 67-ЭП — на одном корабле в опытном порядке установлен ПКРК КСС «Стрела» (1955) («Адмирал Нахимов»)
- 67-СИ — проект переоборудования пр. 67-ЭП для совместных испытаний ПКРК КСС «Стрела» (1956)
- 67-бис — проект переоборудования крейсеров с установкой ПКРК П-6 (1957)
- 71 — проект оснащения крейсеров ЗРК ДД «Волхов» вместо части артвооружения (1957)
- 70 — проект переоборудования в крейсера ПВО с установкой ЗРК ДД «Волхов» (1957)
- 70-Э — на одном корабле в опытном порядке установлен ЗРК «Волхов» (1958) («Дзержинский»)
- 64 — проект оснащения крейсеров управляемыми ракетами взамен артвооружения (1958)
- 68-А — усилено зенитное вооружение (30-мм ЗАК АК-230), новое РЭВ (на трёх кораблях в начале 1970-х)
- 68-У1 / У2 — крейсера управления с новым РЭВ, установлен ЗРК СО «Оса-М» (1966—1972) («Жданов» / «Адмирал Сенявин»)
- 68-бис-ЗиФ — на семи строящихся кораблях была усилена артиллерия, увеличено водоизмещение. (недостроены)

### Вступили в строй
1. «Свердлов» — БФ
2. «Дзержинский» — ЧФ
3. «Орджоникидзе» — БФ
4. «Жданов» — БФ, ЧФ
5. «Александр Невский» — СФ
6. «Адмирал Нахимов» — ЧФ
7. «Адмирал Ушаков» — БФ, СФ, ЧФ
8. «Адмирал Лазарев» — БФ, СФ, ТОФ
9. «Александр Суворов» — БФ, СФ, ТОФ
10. «Адмирал Сенявин» — СФ, ТОФ
11. «Молотовск» («Октябрьская революция») — СФ, БФ
12. «Михаил Кутузов» — ЧФ
13. «Дмитрий Пожарский» — СФ, ТОФ
14. «Мурманск» — СФ
15. «Щербаков» (Заводской номер: 627)

июнь 1951 года — заложен на ССЗ № 194 («Завод им. А. Марти», Ленинград).
31 августа 1951 — зачислен в списки ВМФ.
17 марта 1954 — спущен на воду.
2 сентября 1959 — снят со строительства при технической готовности 80,6 % и исключён из состава ВМФ.
- «Адмирал Корнилов» (Заводской номер: 395)

31 августа 1951 года — зачислен в списки ВМФ.
16 ноября 1951 — заложен на ССЗ № 444 («Завод им. А. Марти»[уточнить], Николаев).
17 марта 1954 — спущен на воду.
2 сентября 1959 — снят со строительства при технической готовности 70,1 % и исключён из состава ВМФ.
- «Кронштадт» (Заводской номер: 453)

апрель 1953 года — заложен на ССЗ № 189 («Завод им. С. Орджоникидзе», Ленинград).
25 сентября 1953 — зачислен в списки ВМФ.
11 сентября 1954 — спущен на воду.
2 сентября 1959 — снят со строительства при технической готовности 84,2 % и исключён из состава ВМФ.
- «Таллин» (Заводской номер: 454)

28 сентября 1953 года — заложен на ССЗ № 189 («Завод им. С. Орджоникидзе», Ленинград).
25 августа 1953 — зачислен в списки ВМФ.
28 мая 1955 — спущен на воду.
2 сентября 1959 — снят со строительства при технической готовности 70,3 % и исключён из состава ВМФ.
- «Варяг» (Заводской номер: 460)

5 февраля 1954 года — заложен на ССЗ № 189 («Завод им. С. Орджоникидзе», Ленинград).
5 февраля 1954 — зачислен в списки ВМФ.
5 июня 1956 — спущен на воду.
2 сентября 1959 — снят со строительства при технической готовности 40 % и исключён из состава ВМФ.
- «Козьма Минин» («Архангельск») (Заводской номер: 628, затем 303)

31 августа 1951 года — зачислен в списки ВМФ.
июнь 1952 — заложен на ССЗ № 194 («Завод им. А. Марти», Ленинград).
25 сентября 1953 года — присвоено новое наименование «Архангельск».
осень 1953 года — спущен на воду и отбуксирован на понтонах на ССЗ № 402 («Северное машиностроительное предприятие», Северодвинск).
2 сентября 1959 — снят со строительства при технической готовности 68,1 % и исключён из состава ВМФ.
- «Дмитрий Донской» («Владивосток») (Заводской номер: 629, затем 304)

31 августа 1951 года — зачислен в списки ВМФ.
апрель 1953 — заложен на ССЗ № 194 («Завод им. А. Марти», Ленинград).
25 сентября 1953 — присвоено новое наименование «Владивосток».
осень 1953 — спущен на воду и отбуксирован на понтонах на ССЗ № 402 («Северное машиностроительное предприятие», Северодвинск).
2 сентября 1959 — снят со строительства при технической готовности 28,8 % и исключён из состава ВМФ.
Другие
Кроме того, намечались к постройке лёгкие крейсера с заводскими номерами 631 (завод № 194) и 396 (завод № 444), идентичные крейсеру с номером 408 («Свердлов»), но заказы на них были аннулированы.

## Оценка проекта
По совокупности боевых характеристик, крейсера проекта 68-бис были вполне современными боевыми кораблями, не уступавшими или превосходившими аналоги иностранных флотов. Зенитное вооружение кораблей также было достаточно мощным и продуманным. Они, безусловно, превосходили своих английских собратьев, находившихся в строю в середине 50-х годов, как довоенные «Белфаст» (1939 г.), военные типа «Свифтшур», так и послевоенные типа «Тайгер» (1959—1961 гг).
В целом, крейсера проекта 68-бис в той или иной степени превосходили почти все западные легкие крейсера военной постройки и были вполне сравнимы с тяжелыми. Однако, они существенно уступали американским крейсерам последнего поколения, оснащенным универсальными орудиями главного калибра с автоматизированной перезарядкой — типов «Де Мойн» и «Вустер».
Ряд историков выражает сомнения в целесообразности строительства значительной серии артиллерийских крейсеров после Второй Мировой (фактически, проект 68-бис был самой большой серией послевоенных артиллерийских кораблей), но следует учитывать экстренную необходимость усиления флота СССР после войны. Существовавшие на 1945 год ВМС СССР не могли обеспечить даже господство в Балтийском и Чёрном морях, тем самым в случае конфликта открывая важные советские фланги ударам с моря. Крейсера проекта 68-К по силе примерно соответствовали американским крейсерам типа «Кливленд». За счёт увеличения водоизмещения примерно на 19 % на типе «Свердлов» удалось усилить вооружение, увеличить запасы, улучшить живучесть, автономность и условия размещения личного состава. Значительно повысилась остойчивость и улучшилась непотопляемость. По сравнению с проектом 68-К значительно возросла эффективность зенитной артиллерии. Тип «Свердлов» американскими специалистами сравнивался с крейсерами типа «Балтимор».